# Gustaf Bergqvist

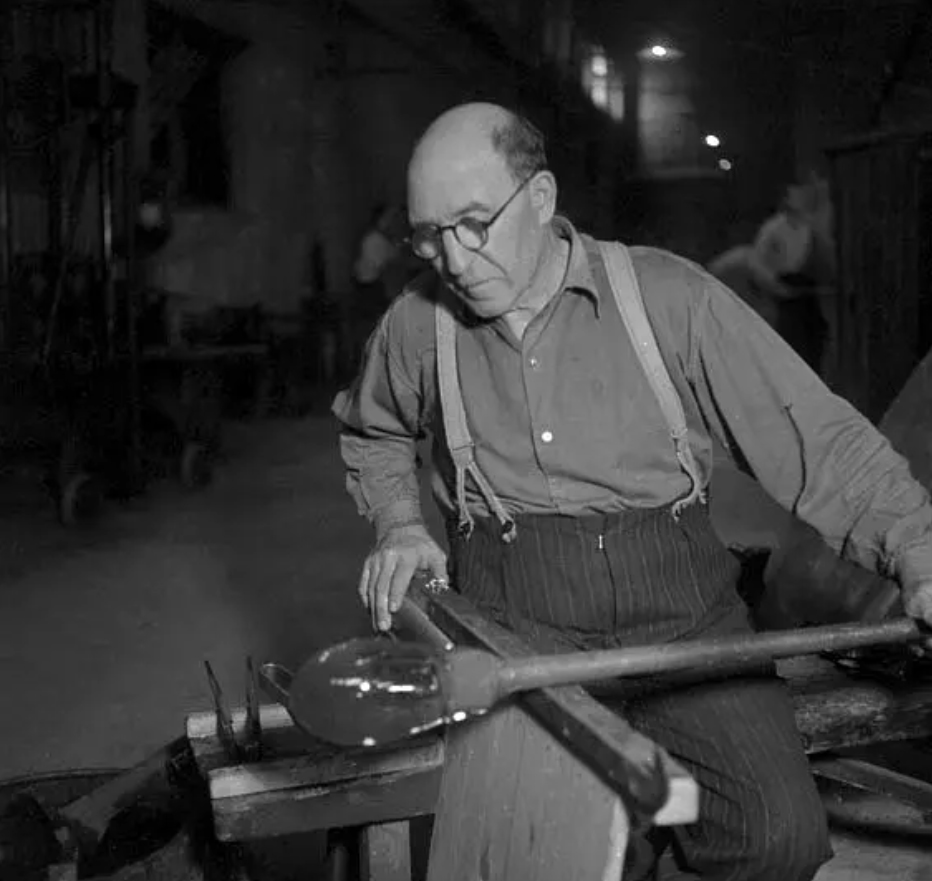
Mästare Gustaf Bergqvist, Orrefors glasbruk ca 1940-41

Gustaf Robert Bergqvist, född 11 juni 1875 i Blädinge socken, död 22 juli 1955 i Orrefors, var en svensk glasblåsare.
Gustaf Bergqvist började som lärling vid Kosta glasbruk och blev glasblåsarmästare där 1898. År 1916 kom han till Orrefors glasbruk. Bergqvist medverkade vid arielglasets tillkomst vid mitten av 1930-talet tillsammans med Edvin Öhrström.
Han var bror till Knut Bergqvist. Gustaf Bergqvist är begravd på Hälleberga kyrkogård.

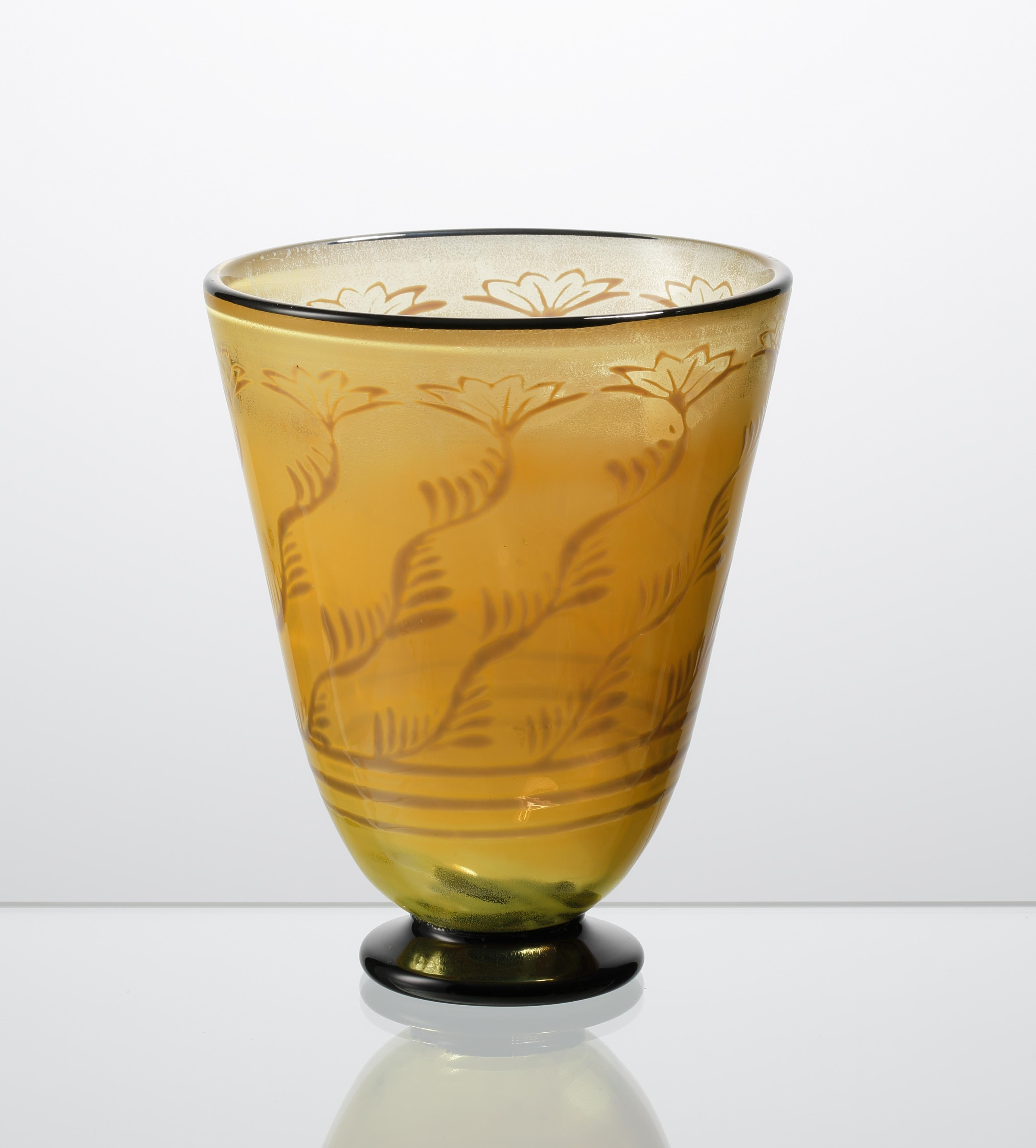
Graalvas formgiven av Flory Gate, hyttarbete Gustaf Bergqvist, 1930.